# 民主左翼党 (スロバキア)
民主左翼党（みんしゅさよくとう、スロバキア語: Strana Demokratickej L'avince）は、中欧地域に位置するスロバキア共和国にかつて存在した社会民主主義を志向する中道左派政党。チェコスロバキア時代の支配政党であるチェコスロバキア共産党（Komunistická strana Československa：KSČ）のスロバキア地域における下部組織であるスロバキア共産党（Komunistická strana Slovenska：KSS）を前身としている。

## 概要

### 社会民主主義路線への反発による成立
KSČの後継政党であるチェコ＝スロバキア共産党（Komunistická strana Česko-Slovenska：KSČ-S）の下部組織であるKSS主流派で社会民主主義を志向したグループが、1990年10月に「スロバキア共産党＝民主左翼党」（KSS-SDĽ）に党名変更した。 それに対して、翌91年2月にSDĽに改称したものである。同年12月にはKSČ-Sの枠組みから離脱し、独自の道を歩むようになった。

### 議会選挙
1992年の選挙では連邦議会両院とスロバキア国民議会で議席を得た後、スロバキア独立（1993年1月）後の1994年に行われた国民議会選挙では、スロバキア社会民主党（Sociálnodemokratická strana Slovenska：SDSS）やスロバキア緑の党（Strana zelených na Slovensku：SZS）、スロバキア共和国農民運動（HPSR）と手を組み、「共通の選択」という連立リストを作成して選挙に臨んだが、得票率10.42％で18議席に留まった。
1998年選挙では再び、SDĽ単独で選挙に臨んで23議席を獲得、選挙後に発足した第1次ズリンダ政権の与党となった。しかし、連立与党の間で埋没した上、政権内でのスキャンダルなどで打撃を受け、2002年選挙では有効得票率4％の議席阻止条項を突破できず、国民議会における全議席を失った。また、主流派から外されていたSDĽ元党首のペテル・ヴァイスが結成した社会民主オルタナティブ（Sociálnodemokratická alternatíva、SDA）も議席を得る事ができず、院内から中道左派勢力が姿を消す結果となった。

### スメルへの合流
2004年12月、SDĽは左派志向を強めていたロベルト・フィツォが党首を務めるスメル（方向）にSDSSやSDAと共に合流、方向・社会民主主義（SMER-SD）を結成した。しかし、一部のグループはSMER-SDには合流せず、SDĽを名乗って活動しており、2006年以降の選挙にも参加しているが、議席確保には至っていない。